# Janete Mayal
Janete Mayal, född 19 juli 1963, är en friidrottare från Brasilien. Hon deltog vid olympiska sommarspelen 1992.